# Gabriel de Rochechouart de Mortemart

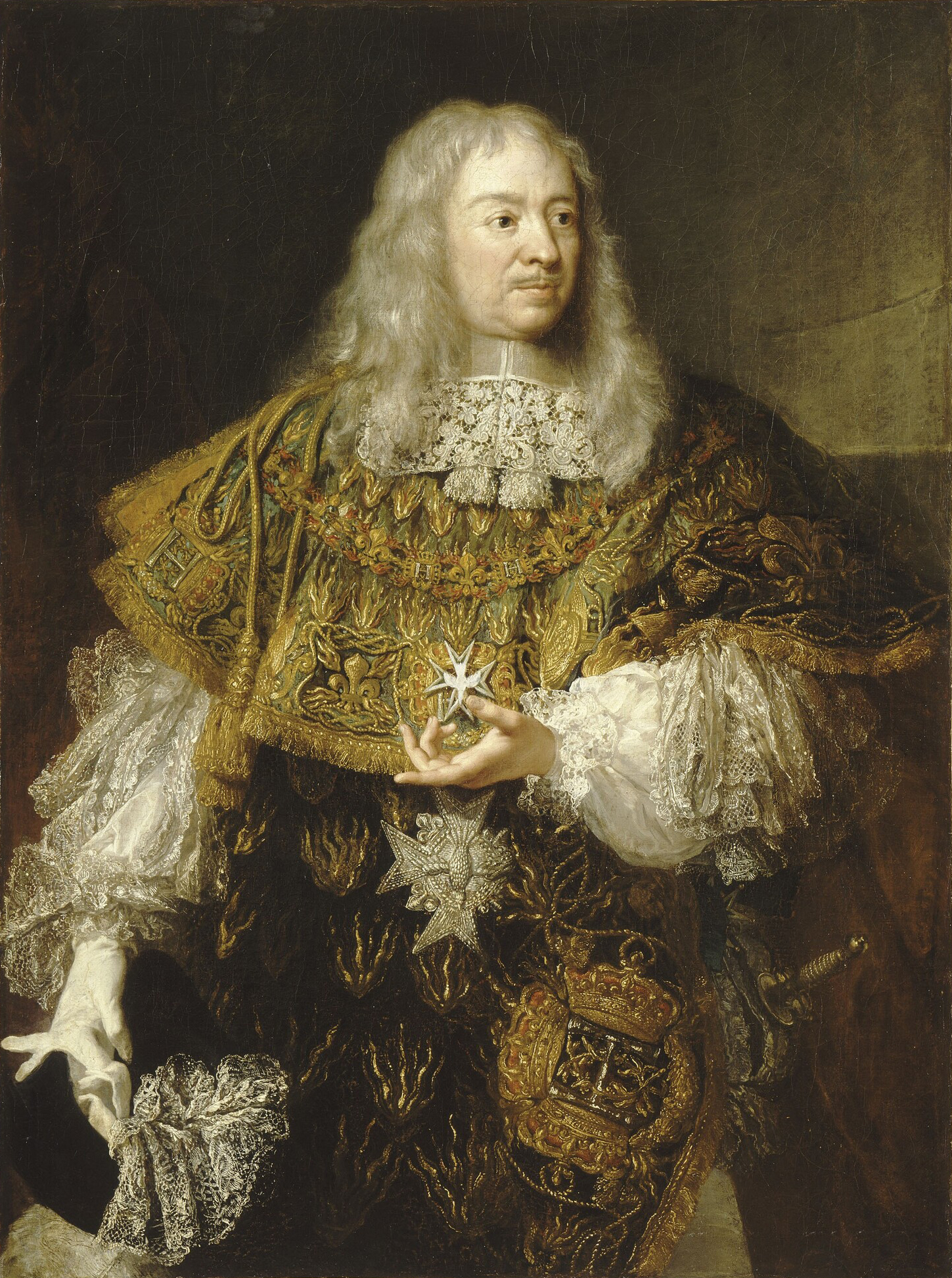
Porträt von Gabriel de Rochechouart de Mortemart

Gabriel de Rochechouart de Mortemart (* 1601; † 26. Dezember 1675 in Paris) war ein französischer Hochadliger und Höfling. Er war ein enger Freund Ludwigs XIII., der Vater von Madame de Montespan, der Mätresse Ludwigs XIV., wurde 1650 zum Herzog von Mortemart und Pair de France erhoben und 1669 zum Gouverneur von Paris und der Île-de-France ernannt.

## Leben
Gabriel de Rochechouart war der Sohn von Gaspard de Rochechouart (1575–1634), Baron und später Marquis de Mortemart, Prince de Tonnay-Charente, und Louise Gouyon de Maure, Comtesse de Maure (1574/75–1643). Er verbrachte als Enfant d’honneur du Dauphin den größten Teil seiner Kindheit gemeinsam mit dem Dauphin Ludwig, der 1610, im Alter von acht Jahren, nach der Ermordung Heinrichs IV. als Ludwig XIII. König von Frankreich wurde. Aus der engen Vertrautheit mit Ludwig XIII. zog er große Vorteile, sobald Ludwig ohne die Vormundschaft seiner Mutter regieren konnte. Im Jahr 1630 ernannt der König ihn zum Premier Gentilhomme de la Chambre du Roi (er übte das Amt bis 1669 aus) und gewährte ihm eine Pension von 6000 Livre. Als solcher nahm er an den Feldzügen teil, die vom König angeführt wurden.
Mit einem brillanten und subtilen Geist begabt, dem Esprit Mortemart, wusste er, wie er sich das Vertrauen von Kardinal Richelieu erhalten konnte, ebenso wie der jungen Königin Anna von Österreich, und achtete gleichzeitig darauf, sich von den Intrigen der letzteren fernzuhalten. Gabriel de Rochechouart war zu vorsichtig, um sich auf die Verschwörungen einzulassen, die sich gegen den Ersten Minister richteten, ohne jemals Erfolg zu haben. Er wusste seine Karriere bei Hofe  geschickt voranzutreiben, im Gegensatz zu seinem Bruder Louis de Rochechouart, dem Comte de Maure († 9. November 1669), der in Ungnade fiel, nachdem er sich gegen das Todesurteil gegen den Marschall Marillac (enthauptet 10. Mai 1632) aufgelehnt hatte, oder seinem Vetter François de Rochechouart, Chevalier de Jars, der nach der Journée des Dupes (11. November 1630) zum Tode verurteilt wurde. Nach Ansicht von Leclerc half er jedoch Richelieu bei der Vorbereitung des Sturzes von Cinq-Mars.
Am 14. Mai 1633 wurde er in der Ordre du Saint-Esprit aufgenommen, 1634 erbte er, der bis dahin Marquis de Vivonne genannt wurde, Güter und Titel seines Vaters (Marquis de Mortemart, Prince de Tonnay-Charente etc.), 1643 die seiner Mutter (Comte de Maure).
Gabriel de Rochechouart benutzte die gleiche Vorsicht und das gleiche Können unter der Regentschaft von Anna von Österreichs (1643–1651), während der Fronde (1648–1653) und der Herrschaft des Kardinal Mazarin (1642–1661). Im Dezember 1650 wurde der Marquis de Mortemart zum Duc de Mortemart und Pair de France erhoben (die Registrierung erfolgte erst am 15. Dezember 1663). 1668 wurde er zudem zum Duc de Vivonne ernannt. Ludwig XIV. ernannte ihn 1669 zum Gouverneur von Paris und der Île-de-France.

## Ehe und Nachkommen
Gabriel de Rochechouart heiratete 1632 Diane de Grandseigne (* um 1610), Tochter von Jean de Grandseigne, Seigneur de Marillac, und Catherine de La Béraudière. Ihre Kinder sind:
- Gabrielle (* 1631/32; † 12. September 1693); ⚭ 1655 Claude Léonor Damas, Marquis de Thianges, Comte de Chalencey, 1645/71 bezeugt
- Louis-Victor (* 25. August 1636 in Paris; † 15. September 1688), Prince de Tonnay-Charente, 1669 Marschall und General de Galeeren, 1675 2. Duc de Mortemart et de Vivonne, Pair de France, Marquis de Lussac, de Saint-Victurnien et d’Everly, 1675 Marschall von Frankreich; ⚭ September 1655 Antoinette Louise de Mesme (* 1640/41; † 10. März 1709), Tochter von Henri de Mesme, Seigneur de Roissy, und Marie de la Vallée-Fossée
- Marie-Christine de Rochechouart de Mortemart, Nonne zu Chaillot
- Françoise de Rochechouart de Mortemart, genannt Athénaïs und  La Marquise de Montespan (~ 5. Oktober 1640; † 26./27. Mai 1707), Favoritin Ludwigs XIV. von 1667–1679, von der er sieben Kinder bekam, 1678 geistlich in Saint-Joseph de Paris, 1679 Duchesse; ⚭ (Ehevertrag 28. Januar 1663) Henri de Pardaillan de Gondrin, Marquis de Montespan, getrennt 1674 († 1701)
- Marie-Madeleine (* 1644/45; † 15. August 1704), genannt la reine des abbesses, die gemeinsam mit Racine Platon übersetzte, 1670 Äbtissin von Fontevrault

Die Herzogin von Mortemart starb am 11. Februar 1666 in Poitiers, sie wurde in der dortigen Kirche Sainte-Catherine-de-Sienne bestattet. Der Herzog von Mortemart starb am 26. Dezember 1675 in Paris und wurde auf dem Cimetière de Picpus bestattet.